# Bryan Marshall
Pour les articles homonymes, voir Marshall.
Bryan Marshall, né le 19 mai 1938 à Battersea et mort le 25 juin 2019, est un acteur britannique comptant un grand nombre de rôles à son actif, au cinéma ou à la télévision.

## Biographie
Né à Battersea (Grand Londres), Bryan Marshall est d'origine irlandaise. Il étudie au Salesian College à Battersea, et reçoit une formation d'acteur à la Royal Academy of Dramatic Art, avant d'apparaître à l’Old Vic de Bristol, et dans un théâtre local.

### Carrière
On compte parmi ses rôles Pacte avec le Diable, Quatermass and the Pit, Top Secret et L'Espion qui m'aimait. Mais de loin le rôle où il a le plus marqué les esprits est celui de l'avocat Harris dans le film policier Du sang sur la Tamise. 
Il a d'autre part interprété le rôle de Frederick Wentworth dans Persuasion, la mini-série de 1971 tiré du roman du même nom, de Jane Austen.

## Filmographie
- 1969 : Opération V2 : Neale
- 1973 : Angoisse : Dr  Bruce Nelson
- 1973 : Les chattes se mouillent (Because of the Cats) de Fons Rademakers
- 1974 : Top Secret : George MacLeod
- 1977 : L'Espion qui m'aimait : le commandant Talbot
- 1978 : Le Retour du Saint (saison 1) : O'Hara
- 1980 : Du sang sur la Tamise : Harris
- 1985 : Bliss de Ray Lawrence
- 1988 : Mission impossible, 20 ans après (saison 1, épisode 8) : Gregor Antonov
- 1989 :  Punisher : Dino Moretti
- 2002 : Inspecteurs associés (saison 7) : Terry Brakespeare